# خوان پابلو گرات
خوان پابلو گرات (انگلیسی: Juan Pablo Garat؛ زادهٔ ۱۹ آوریل ۱۹۸۳) بازیکن فوتبال اهل آرژانتین است.
از باشگاه‌هایی که در آن بازی کرده‌است می‌توان به باشگاه فوتبال دینامو بخارست، باشگاه فوتبال اتلتیکو تیگره، و باشگاه فوتبال سنت گالن اشاره کرد.